# بمب‌گذاری انتحاری آبان ۱۳۹۹ کابل
بمب‌گذاری انتحاری عقرب ۱۳۹۹ کابل یک بمب‌گذاری انتحاری بود که در روز ۳ عقرب/آبان ۱۳۹۹ در نزدیکی یک مرکز آموزشی به نام «کوثر دانش» واقع در منطقه دشت برچی کابل رخ داد. این حمله، منجر به کشته شدن دستکم ۳۶ تن و زخمی شدن ۷۲ تن دیگر منجر شد. بیشتر قربانیان این حمله نوجوانانی بودند که به این مرکز آموزشی آمده بودند. دولت افغانستان طالبان را عامل این حمله تروریستی می‌داند. این مرکز آموزشی سه سال قبل نیز آماج یک سوء قصد قرار گرفته بود، اما در آن زمان نیز مهاجم با بمب دستی همراهش کشته شده بود.

## واقعه
این حمله حدوداً ساعت ۴:۳۰ بعدازظهر روز شنبه ۳ عقرب/آبان ۱۳۹۹ در مربوطات حوزه سیزدهم ساحه پل خشک و در نزدیکی مرکز آموزشی «کوثر دانش» رخ داد. وزارت داخله افغانستان می‌گوید: «عامل انتحاری می‌خواست وارد مرکز آموزشی کوثر شود اما قبل از رسیدن به هدف از سوی نیروهای امنیتی این مرکز شناسایی شده و سپس خود را داخل کوچه منفجر می‌کند.» به گفته منابع امنیتی فرد انتحاری در ابتدا با لباس شخصی وارد این مرکز آموزشی شده و بعد بیرون رفته‌است. بعد از چند دقیقه با لباس نظامی به محل آمده که بعد از شناسایی توسط محافظان، مواد انفجاری همراه خود را منفجر کرده‌است.

## قربانیان
بیشتر قربانیان این حمله نوجوانانی بودند که به این مرکز آموزشی آمده بودند. قربانیان این حمله اکثراً سن بین ۱۶ تا ۲۰ سال داشته‌اند. علاوه بر دانش‌آموزان، یک تن از اعضای تیم امنیتی این نهاد کشته و سه تن دیگر آنان زخمی شده‌اند.

## مسئولیت حمله
- دولت افغانستان طالبان را مقصر این حملات دانست اما طالبان دست داشتن در این حمله را رد کرد.[۳][۸][۱۰] خبرگزاری فرانسه گفته‌است که گروه داعش مسئولیت این حمله را بر عهده گرفته‌است.[۳][۸]

## واکنش‌ها
- راس ویلسن، کاردار سفارت آمریکا در کابل حمله بر مرکز آموزشی کوثر را محکوم کرد و گفت که مردم افغانستان صلح می‌خواهند و چنین خشونت‌ها را رد می‌کنند.[۸]
- رولاند کوبیا، فرستاده ویژه اتحادیه اروپا نیز این حمله را بزدلانه خوانده و آن را محکوم کرد.[۸]
- عبدالله عبدالله، رئیس شورای مصالحه ملی با صدور بیانیه‌ای حمله به مرکز آموزشی کوثر را محکوم کرده‌است.[۲]
- شهرزاد اکبر، رئیس کمیسیون مستقل حقوق بشر افغانستان در صفحه توییترش حمله به مرکز آموزشی را «جنایت جنگی» خواند.[۲] کمیسیون حقوق بشر افغانستان از حکومت خواسته‌است که چگونگی حمله بر مرکز آموزشی کوثر دانش در غرب کابل را به صورت همه‌جانبه بررسی و ضمن بازداشت و محاکمه عاملان آن، عدات را برای قربانیان حمله تأمین کند.[۱۱]
- حامد کرزی، رئیس‌جمهور پیشین افغانستان این حمله را محکوم کرد.[۳]
- سخنگوی وزارت امور خارجه ایران ضمن محکوم کردن حمله تروریستی کابل و با بیان اینکه افغانستان عزیز بار دیگر زخمی تروریسم کور شد، عنوان کرد: امشب ⁧ایران⁩، ⁧داغدار⁩ افغانستان است.[۱۲]
- صدها تن از استادان دانشگاه بین‌المللی زیر نام «دانش‌پژوهان بین‌المللی دارنده امضا» در پای بیانیه‌ای امضا کردند و خواستار تأمین حق امنیت و آموزش در کشور شدند. این دانشگاهیان با یادآوری از حمله بر آموزشگاه کوثر دانش و دانشگاه کابل، حملات اخیر بر دانش‌آموزان، دانشجویان و اعضای هیئت علمی در افغانستان را نکوهش و آن را «وحشیانه» عنوان کرده‌اند. در میان اعضای این مجمع، نوام چامسکی زبان‌شناس و فیلسوف آمریکایی، داریوش آشوری نیز حضور دارند.[۱۳]